# The Seeker/Here for More
The Seeker/Here for More è il 17° singolo del gruppo rock inglese The Who, pubblicato nel Regno Unito nel 1970.

## Tracce
Lato A
1. The Seeker – 3:09 (Pete Townshend)

Lato B
1. Here for More – 2:23 (Roger Daltrey)

## Cover
Il gruppo canadese Rush ha realizzato una cover del brano The Seeker, presente nell'EP Feedback (2004).